# مجمع الكنائس

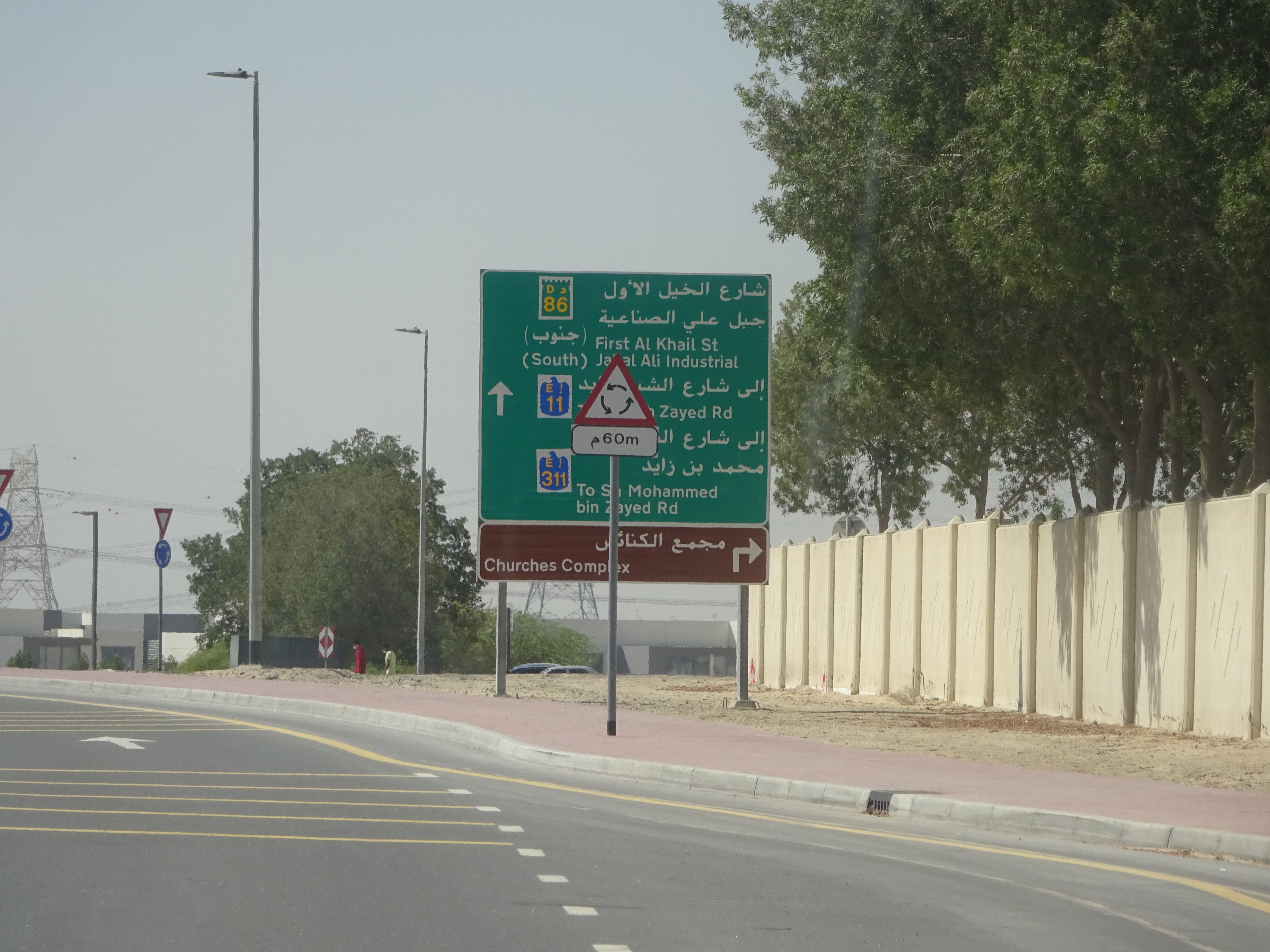
علامة الطريق لمجمع الكنائس

مجمع الكنائس في قرية جبل علي، دبي، الإمارات العربية المتحدة، هي منطقة لعدد من الكنائس والمعابد مختلفة الطوائف الدينية، خاصة الطوائف المسيحية. وهي تقع مباشرة إلى الجنوب من المنتزه مجمع حي سكني.

## الكنائس
تشمل الكنائس والمعابد في المجمع ما يلي:
- كنيسة القديس فرنسيس الأسيزي الكاثوليكية (جبل علي)
- كنيسة المسيح جبل علي الكنيسة الأنجليكانية.[3]
- مركز دبي للكنيسة الإنجيلية (المركز)
- كنيسة القديس مينا الأقباط الأرثوذكس
- كنيسة أبرشية مار توما
- كاتدرائية مور اغناطيوس اليعقوبية الأرثوذكسية السورية[4]
- أبرشية الروم الكنيسة الأرثوذكسية[5]
- معبد جوروناناك دربار السيخي بدبي[6]
- معبد هندوسي[7]

## معرض الصور

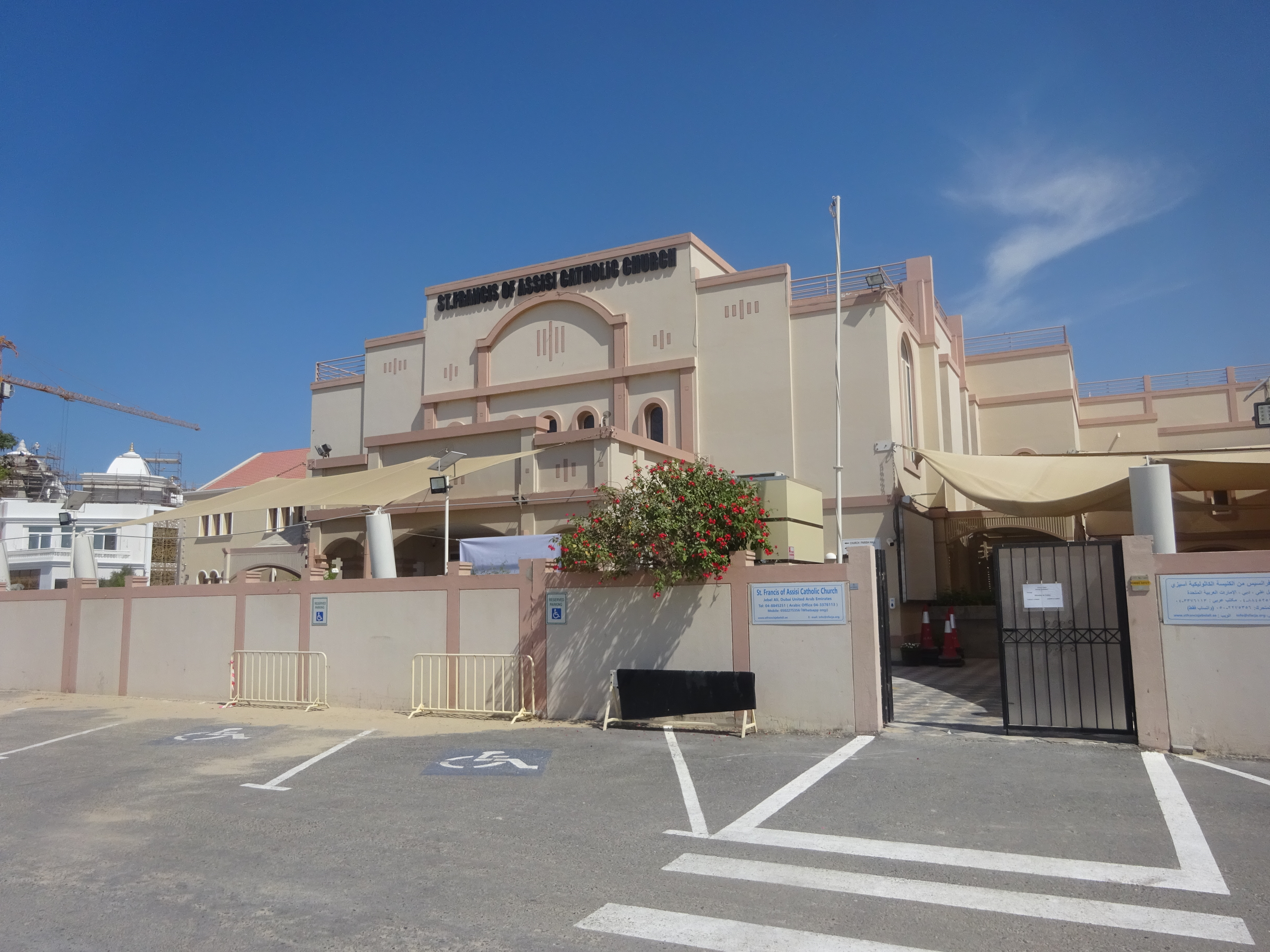
كنيسة القديس فرنسيس الأسيزي
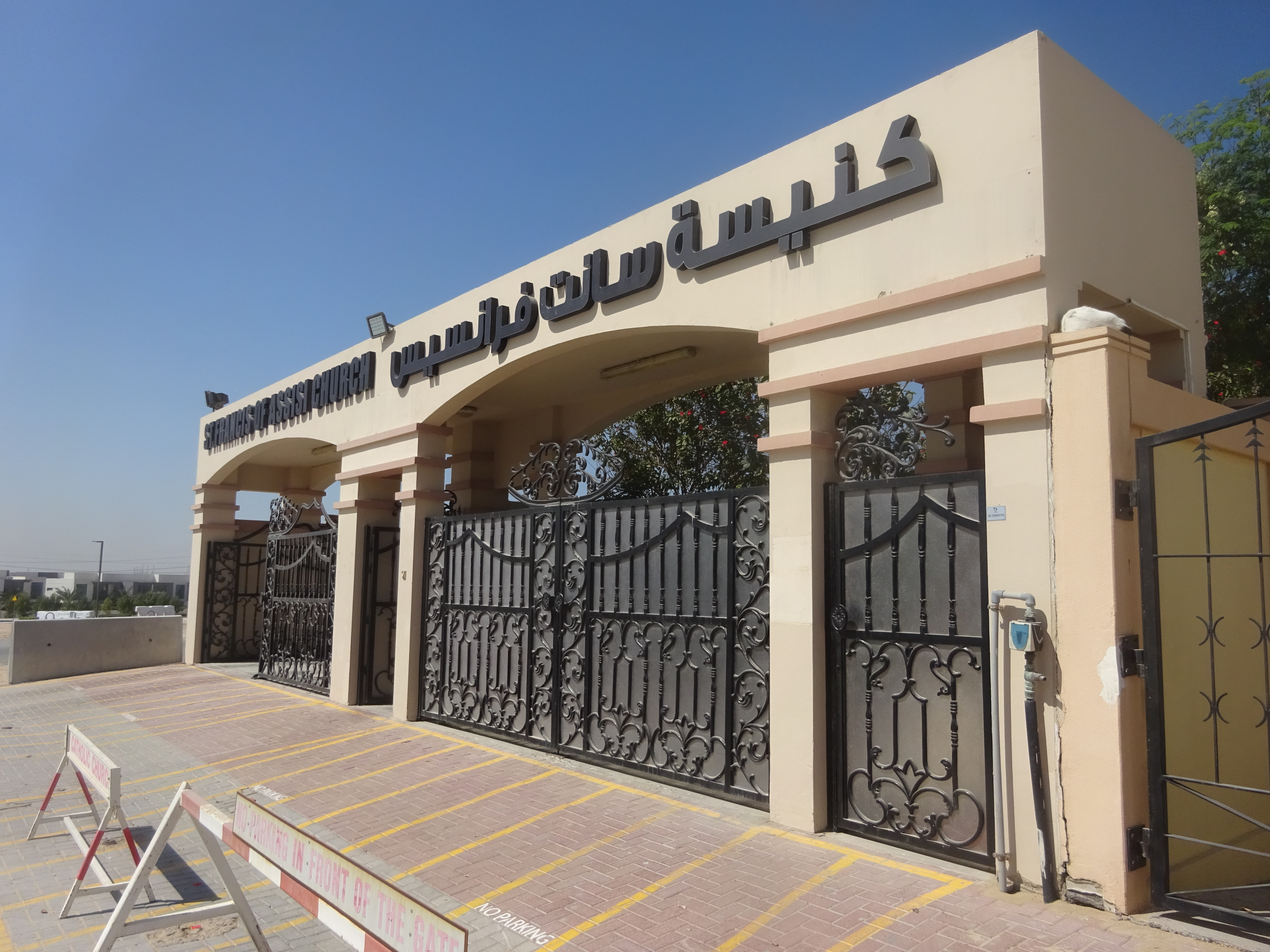
مدخل كنيسة القديس فرنسيس الأسيزي
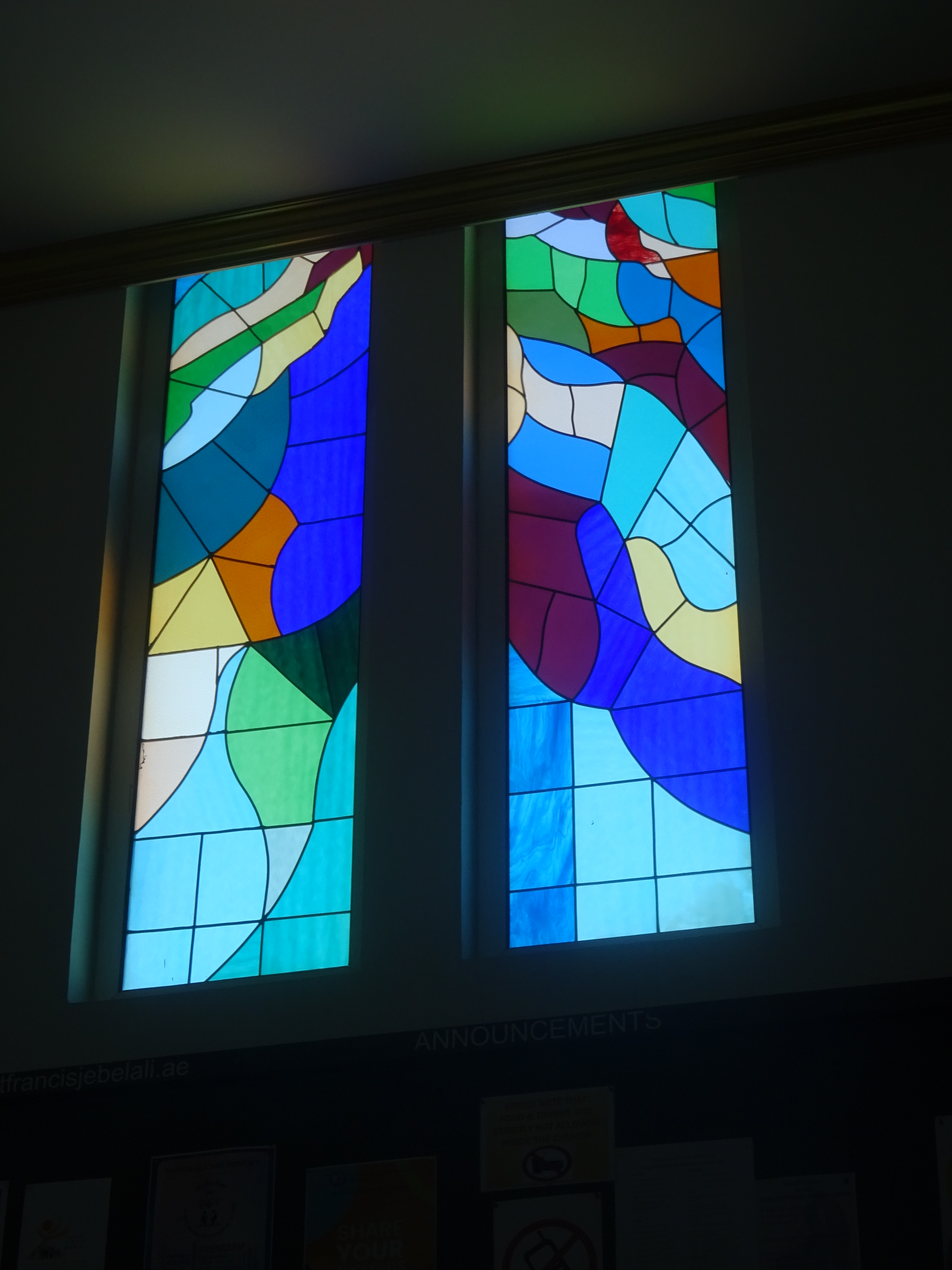
كنيسة القديس فرنسيس الأسيزي نافذة زجاجية ملونة
مركز دبي للكنيسة الإنجيليةمركز دبي للكنيسة الإنجيلية
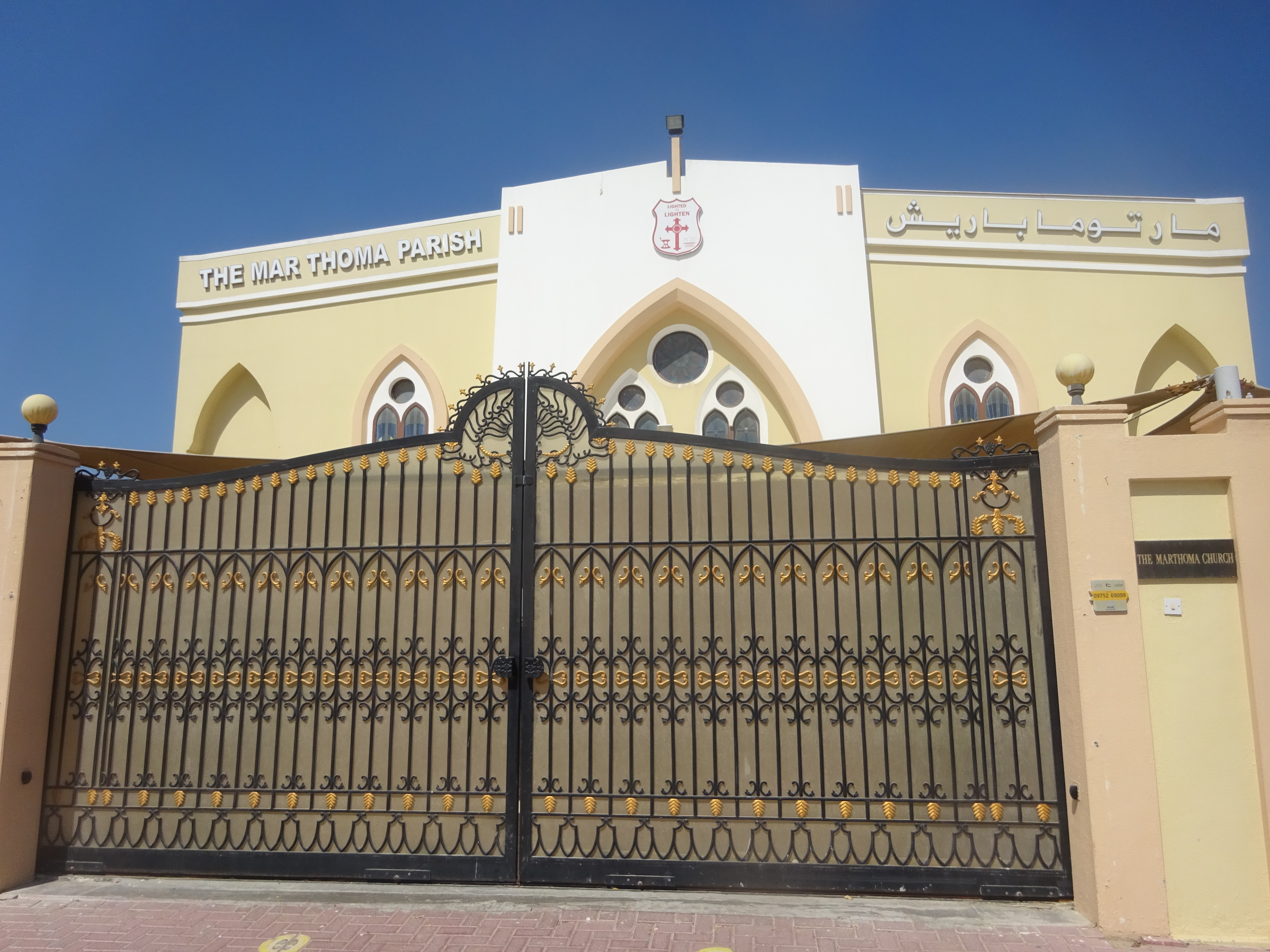
كنيسة أبرشية مار توما
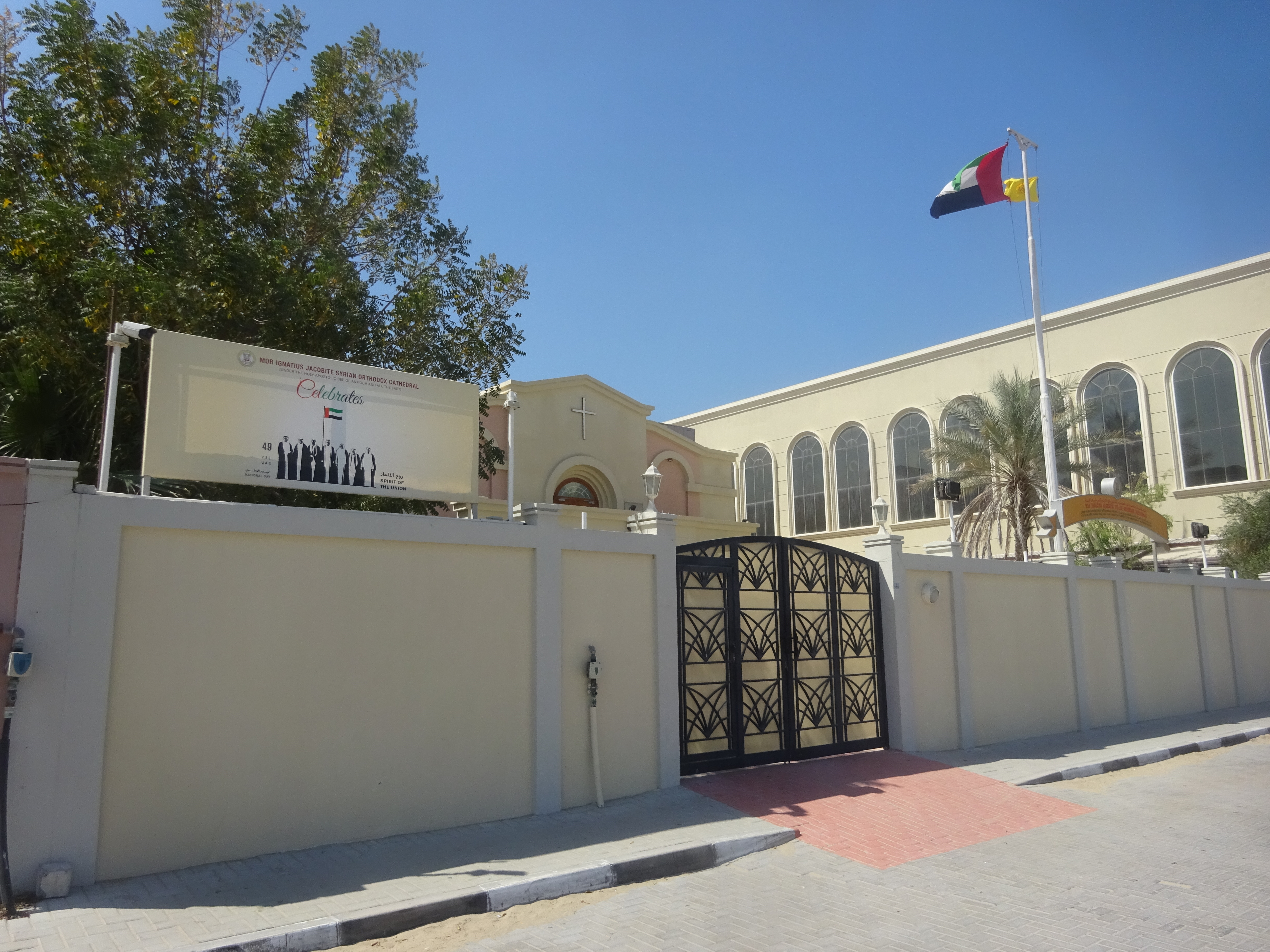
كاتدرائية مور اغناطيوس اليعقوبية الأرثوذكسية السورية
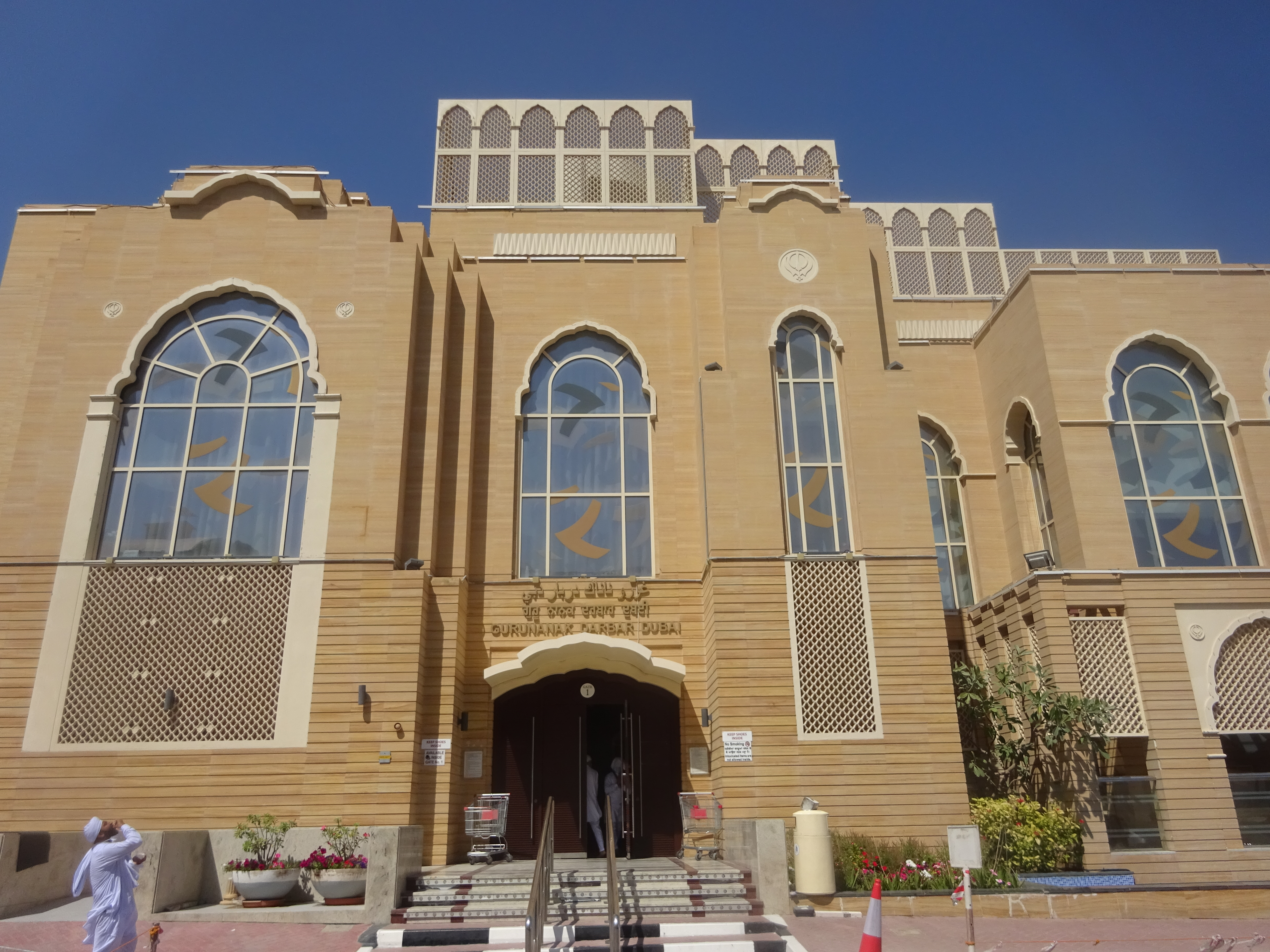
معبد جوروناناك دربار بدبي

## الموقع والنقل
مجمع الكنائس شمال ابن بطوطة مول. وأقرب محطات مترو دبي هي محطة مترو الطاقة على الخط الأحمر. كلاهما متصل بالمجمع بواسطة خدمة حافلات التغذية إف 44.